# Reprezentacja Korei Południowej w hokeju na trawie mężczyzn
Reprezentacja Korei Południowej w hokeju na trawie mężczyzn jest jednym z najsilniejszych zespołów na świecie. Największym sukcesem reprezentacji kraju jest srebrny medal Igrzysk Olimpijskich w 2000 w Sydney. Zdobyła także cztery złote medale Igrzysk Azjatyckich (1986, 1994, 2002, 2006).
Reprezentacja Korei wielokrotnie startowała w Champions Trophy zajmując w 1999 roku drugie, a w 2000 i 2009 trzecie miejsce.

## Osiągnięcia

### Igrzyska olimpijskie
- nie wystąpiła - 1908
- nie wystąpiła - 1920
- nie wystąpiła - 1928
- nie wystąpiła - 1932
- nie wystąpiła - 1936
- nie wystąpiła - 1948
- nie wystąpiła - 1952
- nie wystąpiła - 1956
- nie wystąpiła - 1960
- nie wystąpiła - 1964
- nie wystąpiła - 1968
- nie wystąpiła - 1972
- nie wystąpiła  - 1976
- nie wystąpiła - 1980
- nie wystąpiła - 1984
- 10. miejsce - 1988
- nie wystąpiła - 1992
- 5. miejsce - 1996
- 2. miejsce  - 2000
- 8. miejsce - 2004
- 6. miejsce - 2008
- 8. miejsce - 2012
- nie wystąpiła - 2016
- nie wystąpiła - 2020
- nie wystąpiła - 2024

### Mistrzostwa świata
- nie wystąpiła - 1971
- nie wystąpiła - 1973
- nie wystąpiła - 1975
- nie wystąpiła - 1978
- nie wystąpiła - 1982
- nie wystąpiła - 1986
- nie wystąpiła - 1990
- 8. miejsce - 1994
- 7. miejsce - 1998
- 4. miejsce - 2002
- 4. miejsce - 2006
- 6. miejsce - 2010
- 10. miejsce - 2014
- nie wystąpiła - 2018
- 8. miejsce - 2023